# Drymus sylvaticus
Drymus sylvaticus är en insektsart som först beskrevs av Fabricius 1775.  Drymus sylvaticus ingår i släktet Drymus, och familjen fröskinnbaggar. Arten är reproducerande i Sverige.